# Mazda B серія
Mazda B-Series — це пікапи, що вироблялися і продавалися компанією Mazda в період між 1961 і 2006 роками у п'ятьох поколіннях. На зміну B-Series у всьому світі, за винятком Північної Америки, прийшов Mazda BT-50.

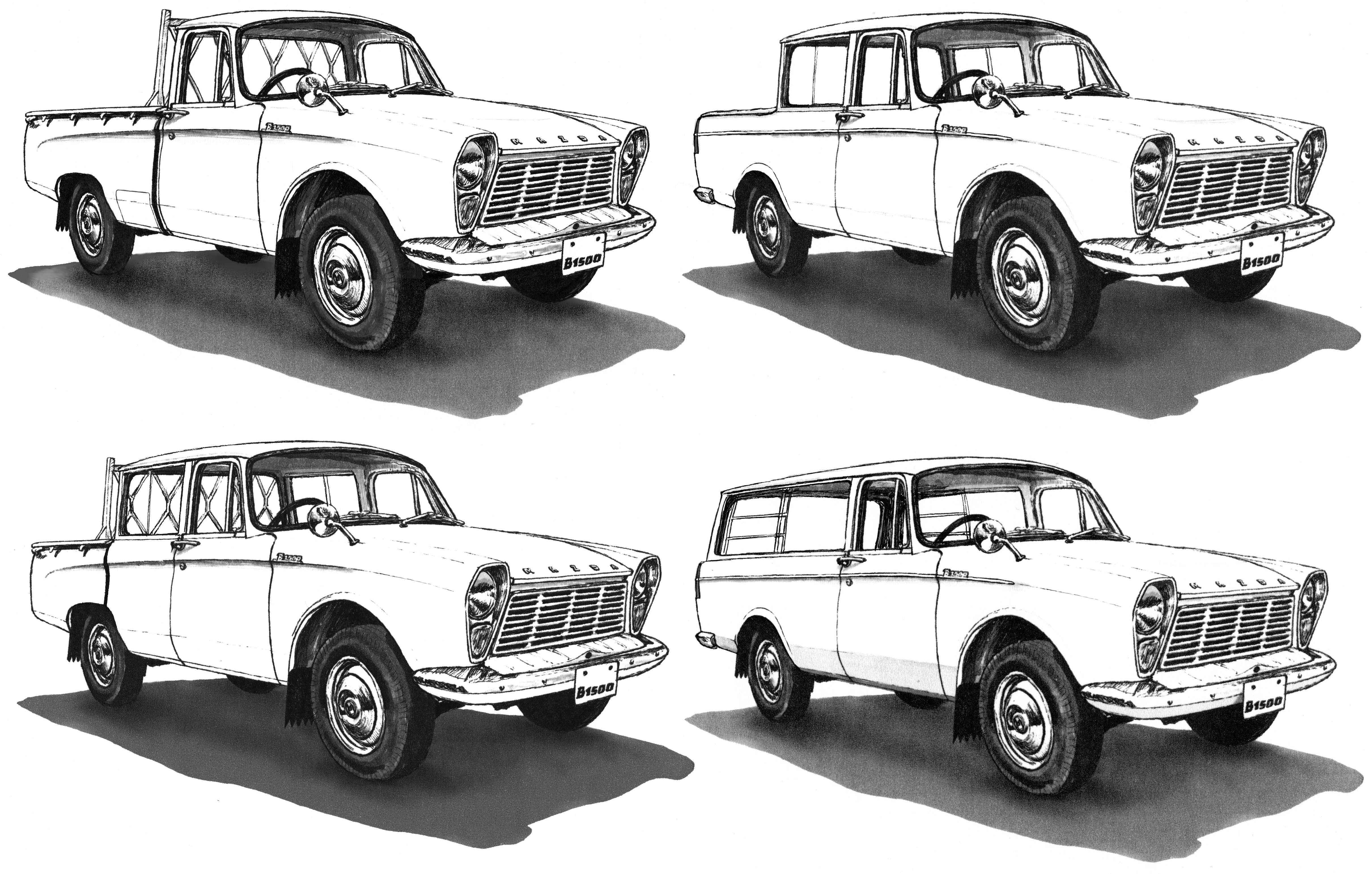
Перше покоління (1961-1965)

## Друге покоління (1965-1977)

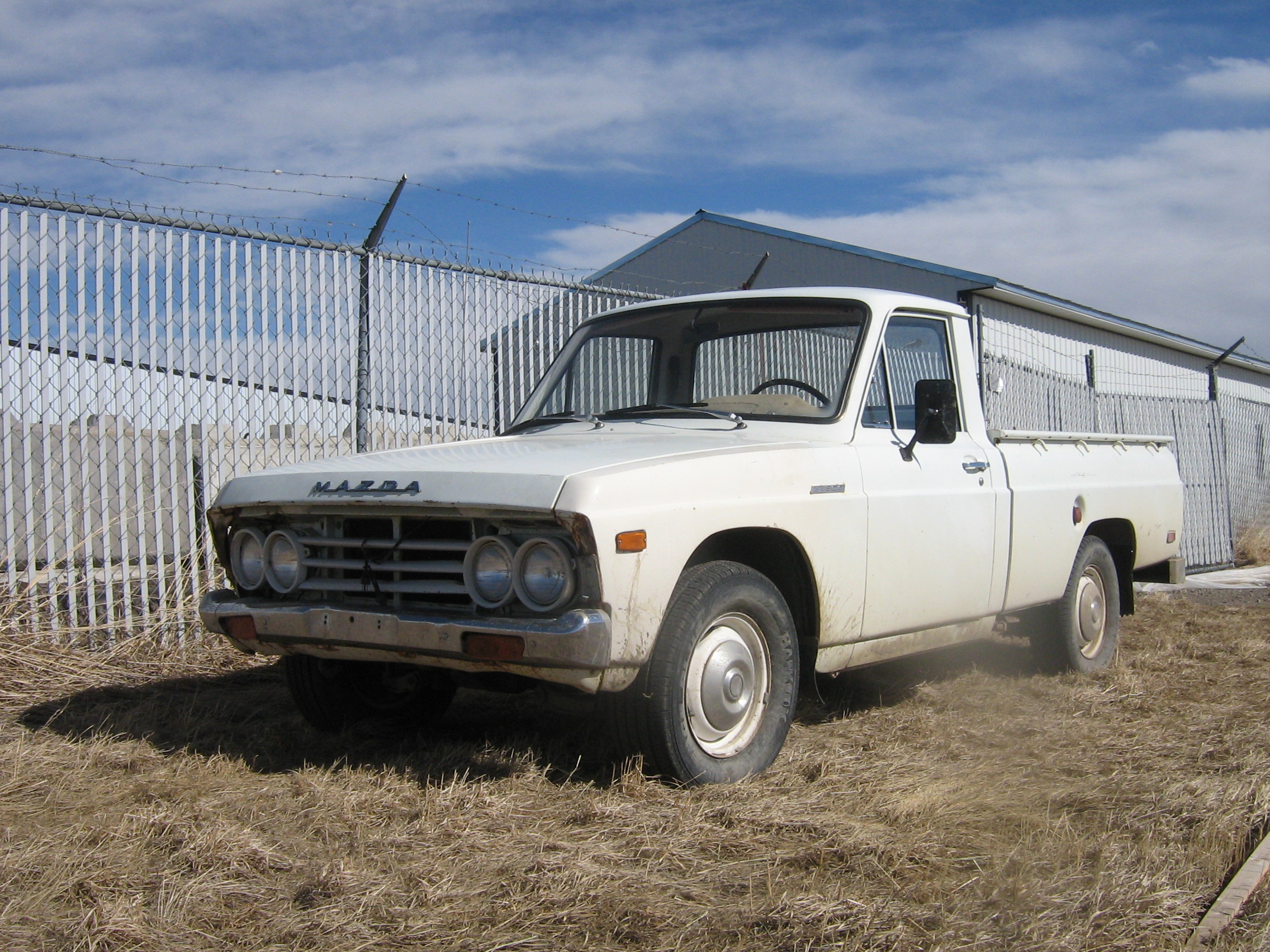
Mazda-B1800 (1965-1977)

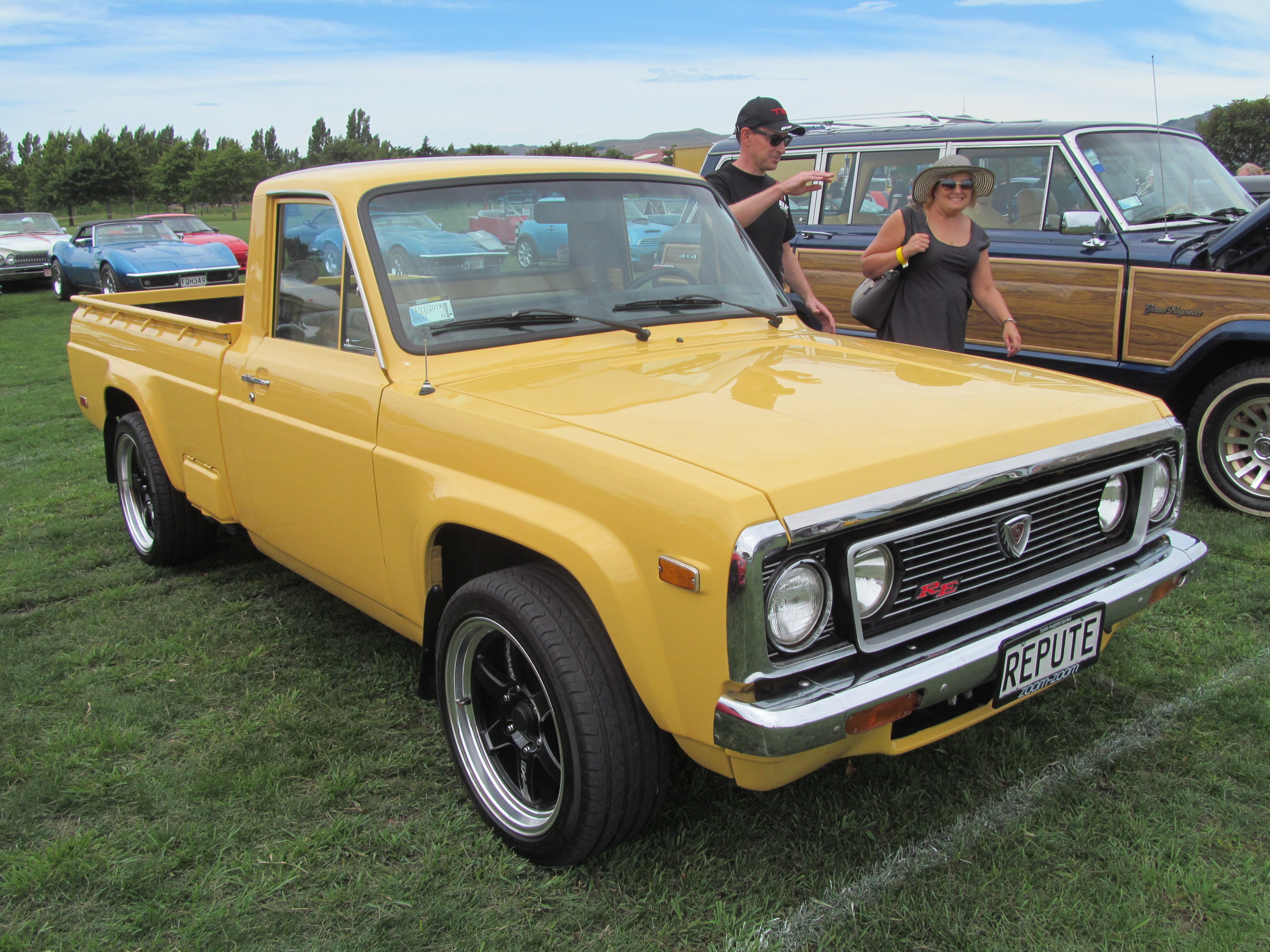
Mazda REPU (1974-1977)

- 1.3 L TC I4 (BTA67)
- 1.5 L UA OHV I4 (BUD61)
- 1.6 L NA I4 (BNA61)
- 1.8 L VB I4
- 1.3 L 13B

## Третє покоління (1977-1985)

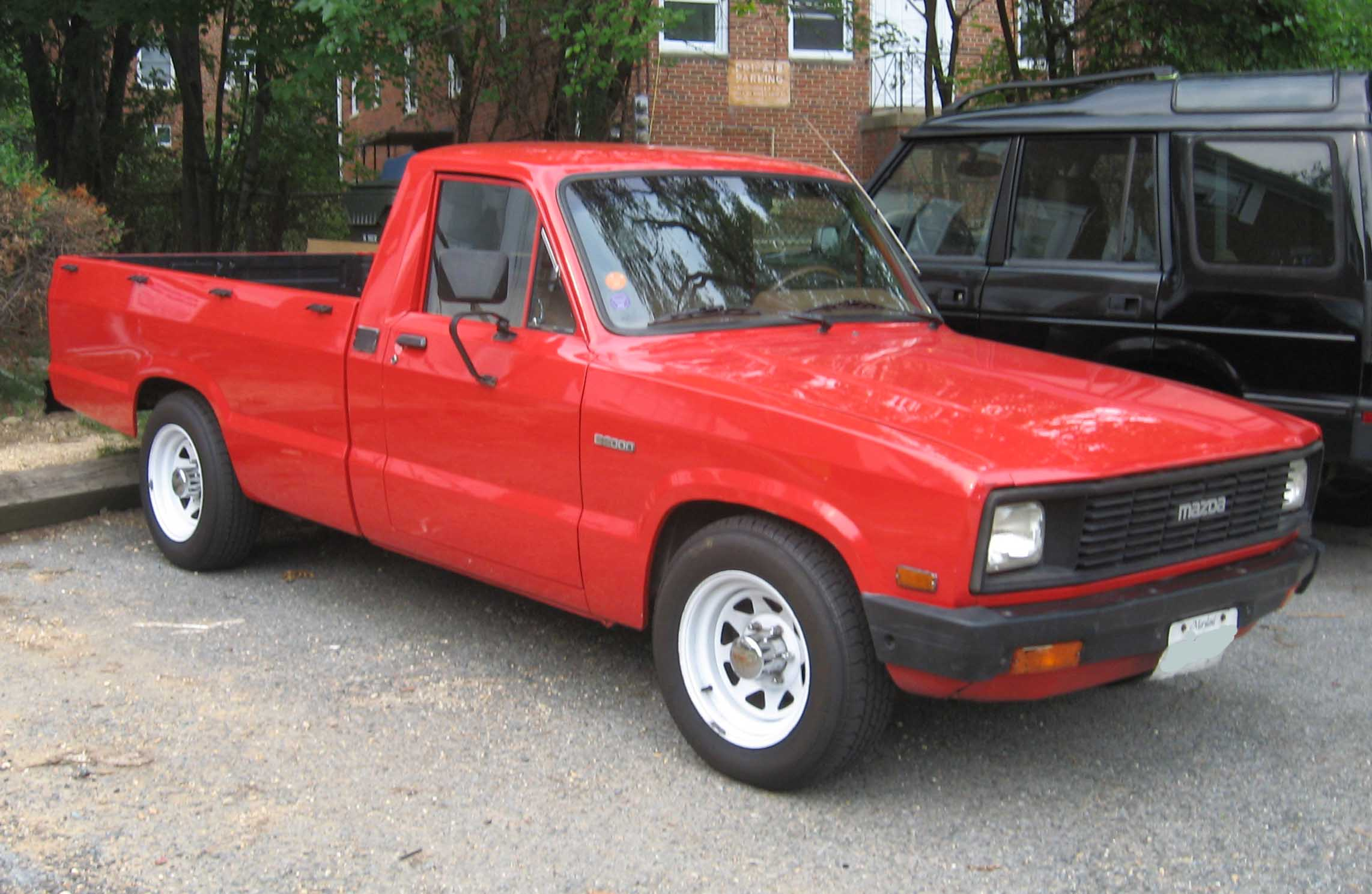
Mazda-B2000 (1977-1985)

- 1.6 L NA I4
- 1.8 L VC I4
- 1.8 L VB I4 (США)
- 2.0 L MA I4
- 2.0 L FE I4
- 2.2 L S2 diesel I4

## Четверте покоління (1985-1998)

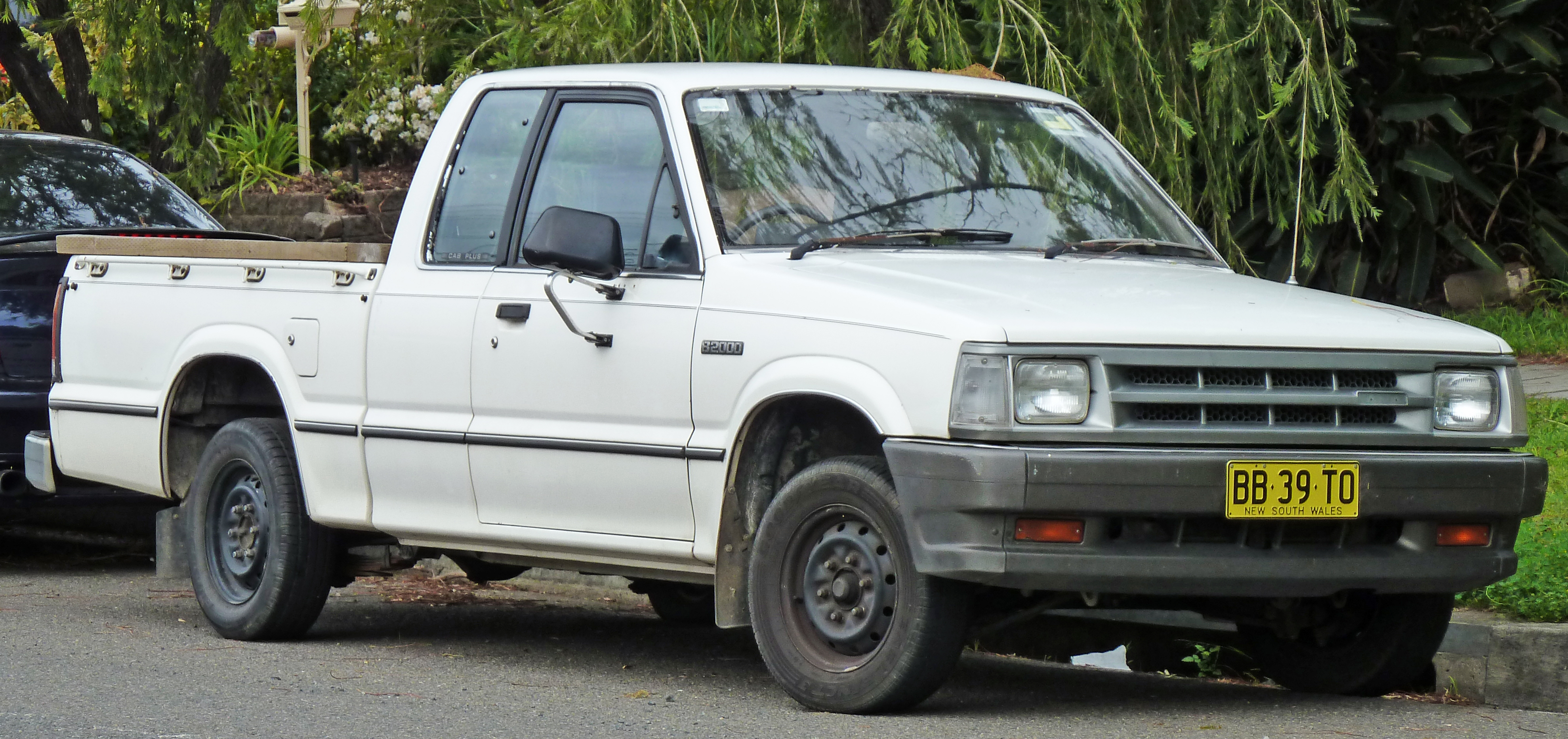
Mazda B2000 Cab Plus (1985-1998)

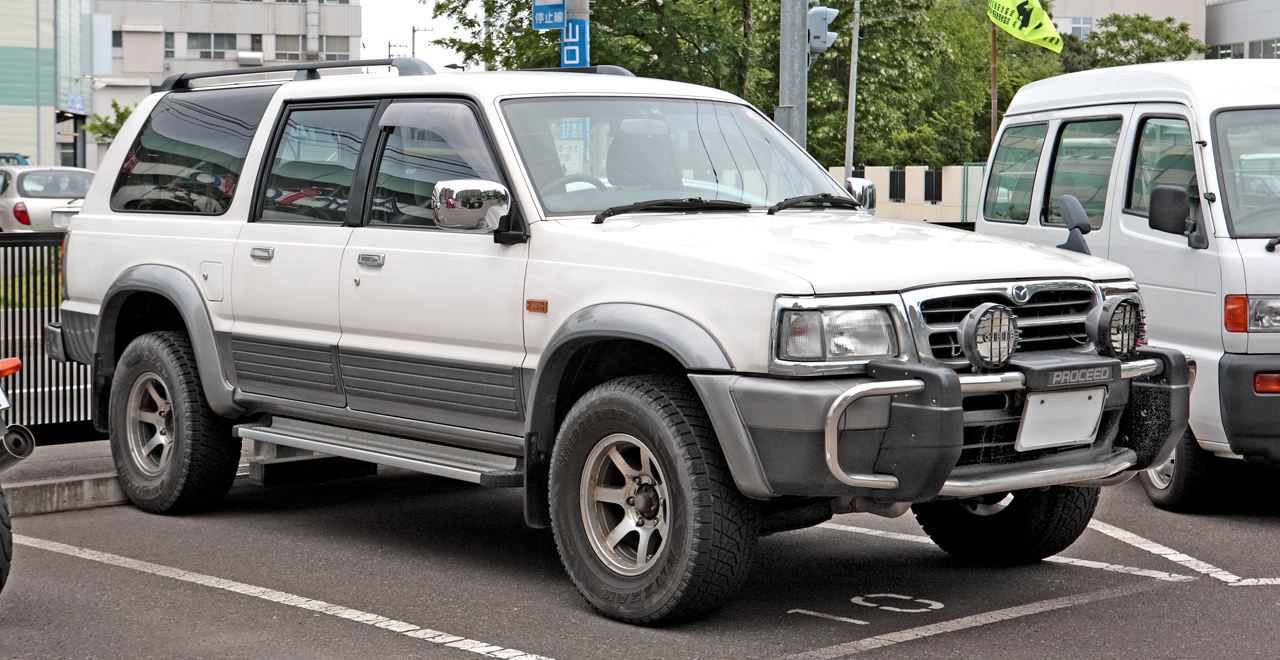
Mazda Proceed Marvie

- 2.0 L FE I4
- 2.2 L F2 I4
- 2.6 L G54B I4 (Mitsubishi)
- 2.6 L G6 I4
- 2.2 L R2 diesel I4
- 2.5 L WL-T td I4

## П'яте покоління (1998-2006)

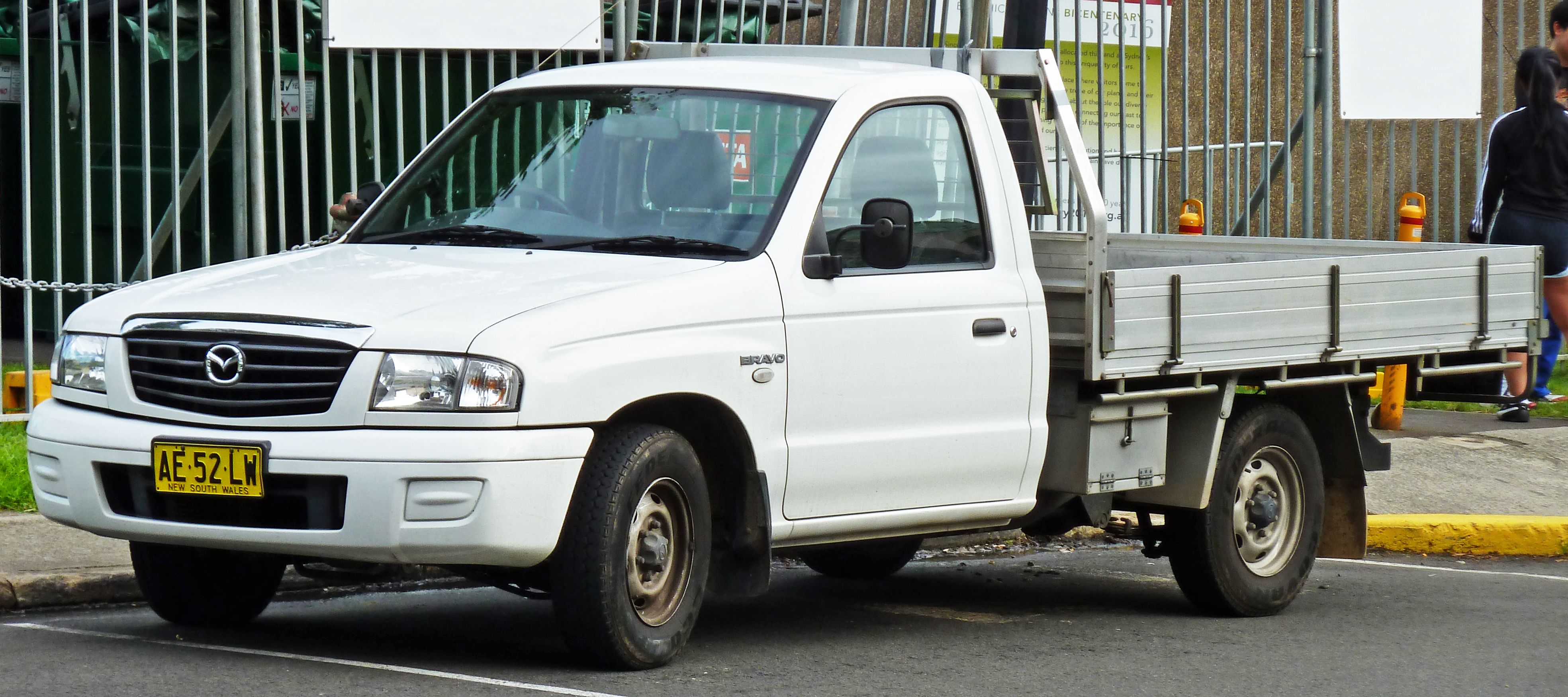
Mazda B2500 (2002-2006)

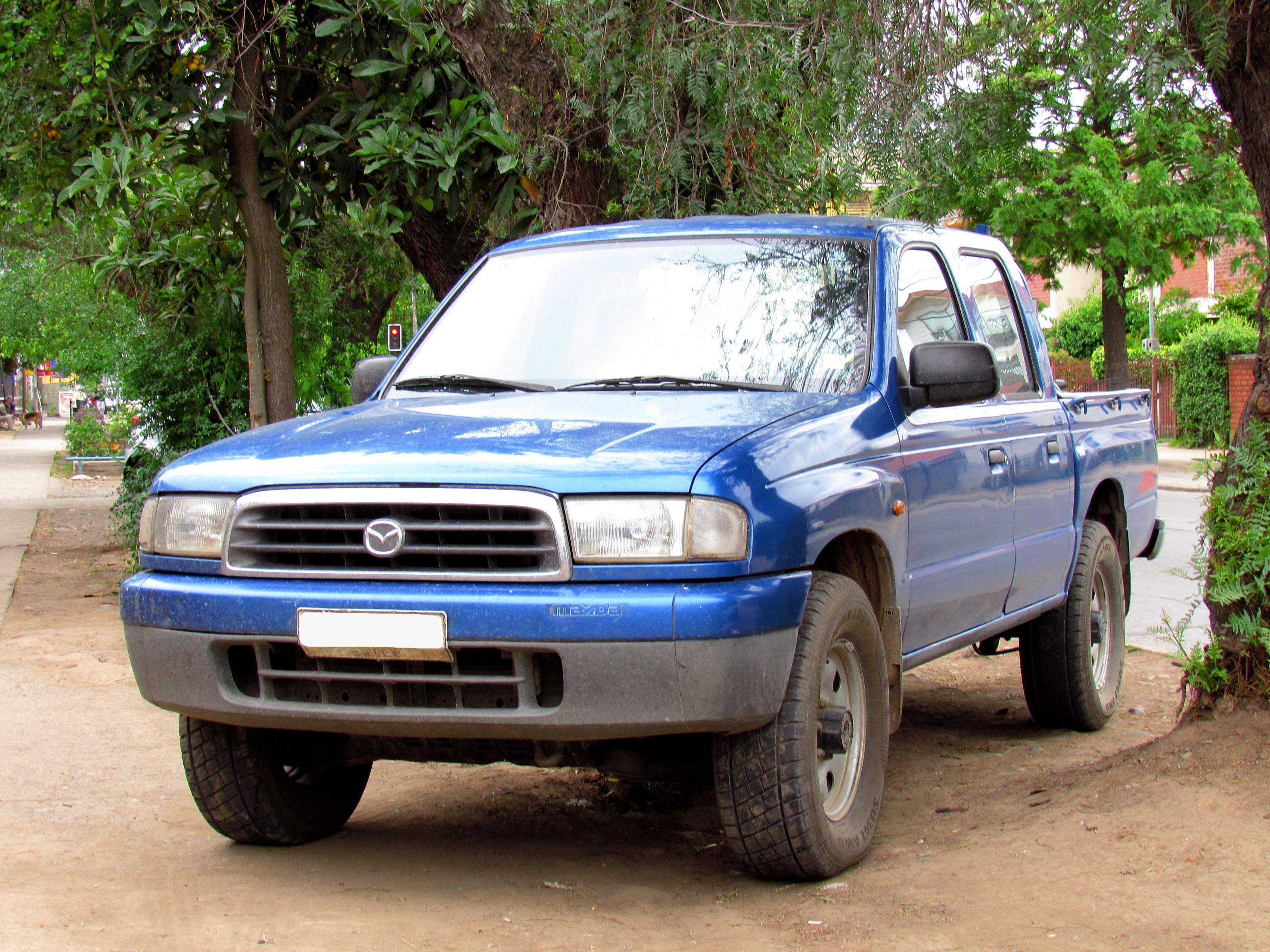
Mazda B2500 Crew Cab 4x4 (1998-2002)

Для європейського і азійського ринків філія компанії Mazda в Таїланді з 1998 року збирала середньорозмірний пікап першого покоління (4х2/4х4) повною масою 2,6-3,0 т і вантажопідйомністю 1,1-1,2 т, який по загальній конструкції та комплектації аналогічний американському прототипу. Автомобіль розроблено спільно з Ford Ranger для європейського ринку.
Пікапи можна було придбати з короткою 2-місною кабіною Regular Cab, подовженою 4-місною Stretch Cab або подвійний 4-дверний Super Cab на 4-5 місць.
В 2002 році модель модернізували, змінивши оптику, решітку радіатора і провели ряд інших змін.

### Двигуни
- 2.2 L F2 I4
- 2.6 L G6E I4
- 4.0 L Cologne SOHC V6 (2005-06, Австралія)
- 2.5 L WL diesel I4
- 2.5 L WL-T TD I4

## Для ринку США (1993-2009)

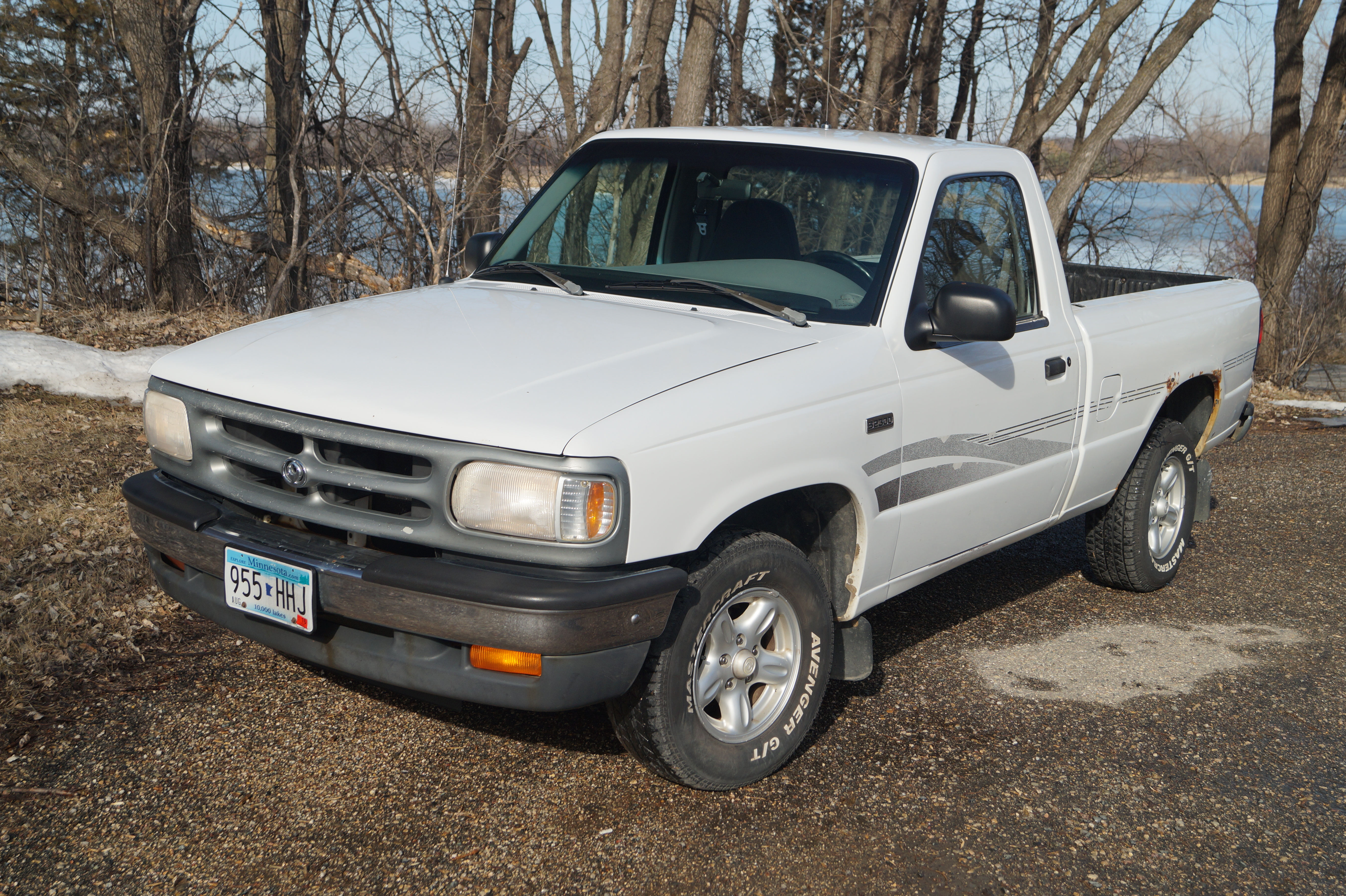
Mazda B2300

Для ринку США виготовлялися пікапи Mazda B-серії розроблені на основі Ford Ranger для ринку США і були зовсім іншими автомобілями.
Американська Mazda B-Series доступна в двох конфігураціях: Regular Cab і Extended Cab Plus 4. Хоча автомобіль і носить ім'я Mazda, але це не зовсім так, оскільки цей японський флагман ніколи не працював в США самостійно, і, по суті, приймаючою компанією був Ford, саме тому вважається, що Мазда Б-Серії–це перелицьований Ford Ranger. Основними конкурентами Мазда Б-Серії є Chevrolet Colorado і GMC Canyon. При цьому автомобіль поступається більш сильним пікапам від Nissan, Dodge і Toyota.
Щоб не повторювати дизайн Ford Ranger, керівництво компанії ухвалило рішення піддати рестайлінгу передню частину пікапа, зробивши решітку радіатора більш округлою, а також змінивши форму передніх протитуманних фар. Задня частина автомобіля досить потужна і комплектується великими прямокутними задніми ліхтарями. Габарити автомобіля рівні: довжина — 5020 мм, ширина — 1695 мм, висота — 1740 мм, колісна база — 3000 мм. Мазда Б-Серії оснащується 16-дюймовими шинами. 
Mazda B-Series у стандартній комплектації, оснащується 2,3-літровим 4-циліндровим мотором, потужністю 143 кінських сил. Такий двигун витрачає близько 8,7 л / 100 км при змішаному циклі, а час розгону з 0 до 100 км/год займає 9,8 с. Силовий агрегат працює в парі з 5-ступінчастою механічною коробкою передач. У деяких країнах автомобіль був доступний з різними двигунами, серед яких: 2,5-літровий 4-циліндровий дизельний, 2,6-літровий 4-циліндровий, 3,0-літровий 6-циліндровий і 4,0-літровий 6-циліндровий бензинові мотори.